# Irene Germini
Irene Germini (Legnano, 24 luglio 1974) è un'ex ginnasta italiana.

## Biografia
Nata nel 1974 a Legnano, in provincia di Milano, ha iniziato a praticare la ginnastica ritmica a 6 anni, nel 1980, arrivando in nazionale maggiore nel 1990, a 16 anni
A 18 anni ha partecipato ai Giochi olimpici di Barcellona 1992, nel concorso individuale, qualificandosi alla finale con il 15º punteggio, 36.675 (9.325 con la fune, 9 con il cerchio, 9.075 con la palla e 9.375 con le clavette) e chiudendola in 13ª posizione con 36.937 punti (18.6 di preliminare, 9.3 con la fune e 9.3 con le clavette).
Nel 1993 e 1996 ha preso parte ai Mondiali di Alicante e Budapest, arrivando rispettivamente 11ª nel concorso individuale con 36.637 punti e 7ª nelle clavette con 9.716 punti.
A 21 anni ha partecipato di nuovo alle Olimpiadi, quelle di Atlanta 1996, ancora nel concorso individuale, qualificandosi alla semifinale con il 17º punteggio, 37.548 (9.466 con la fune, 9.466 con la palla, 9.216 con le clavette e 9.4 con il nastro), ma non riuscendo ad accedere alla finale a 10, piazzandosi 13ª con 37.516 punti (9.266 con la fune, 9.5 con la palla, 9.25 con le clavette e 9.5 con il nastro).
Ha chiuso la carriera nel 1996, a 21 anni.